# Asociación de Fútbol Calahorra
La Asociación de Fútbol Calahorra fue un club de fútbol de España, de la ciudad de Calahorra en La Rioja. Fue fundado en 2004 y desapareció en 2012.

## Historia
El club fue fundado en 2004, convirtiéndose en el segundo equipo de la ciudad, tras el C. D. Calahorra. 
Comenzó su trayectoria deportiva en la Regional Preferente de La Rioja, donde compitió durante 4 temporadas, logrando el ascenso a Tercera División en la temporada 2007-08, tras acabar en la cuarta posición de la liga, derrotando en la última jornada al C. P. Calasancio B, obteniendo la plaza destinada al Comillas C. F., filial del Logroñés C. F., que no pudo ascender por el descenso de dicho equipo de categoría.
Su etapa en la Tercera División duró tres temporadas, descendiendo en la temporada 2010-11 como colista de la categoría. Tras el descenso la A. F. Calahorra y el C. D. Calahorra llegaron a un acuerdo para convertirse en su filial dentro de la Regional Preferente de La Rioja, compitiendo con la denominación de C. D. Calahorra "B". Finalizada la temporada 2011-12 el equipo desaparece definitivamente

## Uniforme
- Primera equipación: Camiseta roja, pantalón azul y medias azules.
- Segunda equipación: Camiseta negra, pantalón negro y medias negras.

## Estadio
Estadio La Planilla, con capacidad para 5.600 personas.

## Datos del club
- Temporadas en Primera División: 0
- Temporadas en Segunda División: 0
- Temporadas en Segunda División B: 0
- Temporadas en Tercera División: 3
- Mejor puesto en la liga: 8.º en Tercera División (temporada 2008-09)

## Trayectoria
| Temporada     | División       | Puesto |
| ------------- | -------------- | ------ |
| Desde 2004-05 | Preferente     | —      |
| hasta 2007-08 | Preferente     | —      |
| 2008-09       | 3ª (Grupo XVI) | 8.º    |
| 2009-10       | 3ª (Grupo XVI) | 15.º   |
| 2010-11       | 3ª (Grupo XVI) | 20.º   |
| 2011-12 *     | Preferente     | 17.º   |

LEYENDA
```
 :Ascenso de categoría

 :Descenso de categoría

 :Retirado de la competición
```

```
* Ya como filial del 
C. D. Calahorra
 y con el nombre de C. D. Calahorra "B"
```